# Фряньково (Иваново)
Фряньково — местечко в городе Иваново. Бывший посёлок, в составе Октябрьского района вошедший в черту города.

## История
Посёлок начал застраиваться в период 1905—1914 годов на так называемый пустоши Фряньково, принадлежавшей в 1880-е годы фабриканту Якову Гарелину.
Вся пустошь делилась на две части: Фряньково Центральное и Фряньково Северное. Посёлок возник в ближней части Фряньково незадолго до Октябрьской революции и к 1925 был полностью застроен. По названию пустоши и укоренилось название посёлка. С 1917 года как местечко Фряньково входит в городскую черту. В данный момент является частью Октябрьского района Иванова.

## Гидрография
Первоначально по территории посёлка Фряньково протекала река Ледянка, которая из-за перевода русла в трубы высохла. Из рек сохранилась только Талка, находящаяся на границе местечка.

## Жилой фонд
В основной во Фряньково одно-, двух- и трёхэтажные частные дома. Здесь расположены не только жилые дома, но и автомагазин со школой. Во Фряньково есть 11 Завокзальных улиц и 8 Завокзальных переулков с номерами.

## Список улиц
- улица Беловой
- Гудковый переулок
- 1-я Завокзальная улица
- 2-я Завокзальная улица
- 3-я Завокзальная улица
- 4-я Завокзальная улица
- 5-я Завокзальная улица
- 7-я Завокзальная улица
- 8-я Завокзальная улица
- 9-я Завокзальная улица
- 10-я Завокзальная улица
- 11-я Завокзальная улица
- 1-й Завокзальный переулок
- 2-й Завокзальный переулок
- 3-й Завокзальный переулок
- 4-й Завокзальный переулок
- 6-й Завокзальный переулок
- 7-й Завокзальный переулок
- 8-й Завокзальный переулок
- Кондукторный переулок
- Косой переулок
- Кочегарный переулок
- улица Ледянка
- Малый переулок
- 2-й Малый переулок
- Низовая улица
- улица полка «Нормандия-Неман»
- Носова улица — магистральная
- Переходный переулок
- улица Первых маёвок
- улица Разумовой
- Рельсовый переулок
- 1-я Стрелочная улица
- 2-я Стрелочная улица
- Фонарный переулок
- Фряньковский переулок
- Цепной переулок